# William Murdoch
William Murdoch (sommetider stavet Murdock) (21. august 1754 i Cumnock – 15. november 1839 i Handsworth ved Birmingham) var en skotsk kemiker, opfinder og maskiningeniør.
Murdoch var ansat i firmaet Boulton & Watt, og han arbejdede for dem i Cornwall som dampmaskinemontør i ti år. Han tilbragte det meste af sit resterende liv i Birmingham i England.
Murdoch var opfinderen af den oscillerende cylinderdampmaskine, og endvidere tilskrives gasbelysning ham i begyndelsen af 1790'erne samt udtrykket "gasometer". Den hollandsk-belgiske akademiker Jean-Pierre Minckelers havde dog allerede i 1784 udgivet artikler om kulforgasning og gasbelysning og havde fra 1785 brugt gas til at oplyse sit auditorium ved universitetet i Leuven. Archibald Cochrane, 9. jarl af Dundonald havde også brugt gas til belysning af sin familieejendom fra 1789 og frem.
Murdoch opfandt forbedringer til dampmaskinen, herunder sol- og planetgearet og D-skydeventilen. Han opfandt desuden damppistolen og det pneumatiske rørpostsystem og arbejdede på en af de første britiske hjuldampere, der krydsede den Engelske Kanal. Murdoch byggede en prototype af et damplokomotiv i 1784 og gjorde en række opdagelser indenfor kemi.
Murdoch forblev ansat og senere partner for Boulton og Watt indtil 1830'erne, men hans ry som opfinder tilsløret af det store omdømme som Matthew Boultons, James Watts og det firma, de grundlagde, havde.